# Arturo González Cruz
Luis Arturo González Cruz (Tijuana, 2 de agosto de 1954-Tijuana, 19 de junio de 2024) fue un político, empresario y licenciado en administración de empresas mexicano, miembro del Partido Verde Ecologista de México. Fue presidente municipal del XXIII Ayuntamiento de Tijuana entre 2019 y 2021. Durante su carrera ha desempeñado otros cargos como catedrático de la Escuela de Administración y Negocios CETYS, director de la Cámara de Comercio de Tijuana y presidente nacional de la Confederación de Cámaras Nacionales de Comercio, Servicios y Turismo.

## Biografía

### Primeros años y estudios
González Cruz nació en Tijuana, Baja California, en 1954. Cursó una licenciatura en administración de empresas en el Instituto Tecnológico de Estudios Superiores de Monterrey, graduándose en 1976. Más adelante ofició como catedrático de la Escuela de Administración y Negocios CETYS en Tijuana.

### Carrera
Tras su graduación, González se dedicó a la construcción, venta y alquiler de bienes inmuebles. En la década de 1990 se vinculó profesionalmente a la Cámara de Comercio de Tijuana, oficiando como presidente de este organismo. En 2001 fue nombrado presidente nacional de la Confederación de Cámaras Nacionales de Comercio, Servicios y Turismo (CONCANACO), sucediendo a José Yamil Hellal Zapata. Ocupó el cargo hasta 2003, cuando fue sucedido por Raúl Padilla Orozco. Durante su gestión, fue un opositor de la reforma fiscal que proponía gravar con IVA medicinas y alimentos.
Vinculado al Partido de la Revolución Democrática (PRD), González fue candidato al Senado de la República en la fórmula donde el actual mandatario de México, Andrés Manuel López Obrador, fue candidato por primera vez a la presidencia.

#### Presidencia Municipal de Tijuana
En 2019 fue postulado por la coalición denominada Juntos Haremos Historia, conformada por los partidos Morena, PES, PVEM y PT en Baja California. De esta manera se convirtió en candidato a la Presidencia Municipal del Ayuntamiento de Tijuana representando al Movimiento de Regeneración Nacional. González obtuvo 152.633 votos, el 42.45% de la votación total, y fue nombrado presidente municipal del ayuntamiento al vencer al perredista Julián Leyzaola Pérez y al panista Juan Manuel Gastélum Buenrostro, los cuales se ubicaron en la segunda y tercera posición del escrutinio respectivamente.
Asumió el cargo el 1 de octubre de 2019, sucediendo a Juan Manuel Gastélum. El 14 de octubre de 2020, pidió licencia para buscar el cargo de Gobernador del Estado de Baja California. Una vez aprobado por el cabildo, el 16 de octubre abandonó el cargo de presidente municipal de Tijuana, el cual fue ocupado por Karla Patricia Ruiz McFarland, hija del fiscal general del Estado, Guillermo Ruiz.

## Fallecimiento
González Cruz falleció en la madrugada del 19 de junio de 2024 a los 69 años de edad como secuela de un accidente que sufrió en enero de 2023 mientras practicaba esquí en las montañas de Colorado, el cual lo dejó cuadripléjico.